# Divergent (film)
Divergent è un film del 2014 diretto da Neil Burger.
La pellicola, con protagonisti Shailene Woodley e Theo James, e ambientata in un futuro distopico postapocalittico, è l'adattamento cinematografico dell'omonimo romanzo del 2011 scritto da Veronica Roth, primo della serie costituita da tre libri. Il film è il primo capitolo dell'omonima trilogia, seguito da The Divergent Series: Insurgent (2015) e The Divergent Series: Allegiant (2016).

## Trama
In un imprecisato futuro postapocalittico, per mantenere la pace, le persone della città di Chicago (che ora è delimitata da alte mura per difendersi da una non definita minaccia esterna), a seconda del proprio carattere, vengono inquadrate in cinque diverse fazioni:
- Eruditi (perseguono la logica e la conoscenza, sono insegnanti, scienziati e dottori, si dedicano alla ricerca e alla cultura);
- Pacifici (perseguono la gentilezza e l'armonia, si occupano di coltivare la terra e di produrre cibo per la popolazione);
- Candidi (perseguono onestà e verità e per questo motivo vengono loro affidati i tribunali e la legge);
- Intrepidi (perseguono coraggio e spericolatezza, sono le forze dell'ordine della città);
- Abneganti (perseguono altruismo e generosità, conducono una vita semplice e, per questo loro comportamento, sono al comando del governo).

Ogni abitante di Chicago nasce nella fazione dei genitori, ma all'età di sedici anni viene chiamato a scegliere la fazione a cui appartenere in base alle proprie preferenze. I giovani vengono aiutati in questa scelta da un test attitudinale che si svolge il giorno prima della Cerimonia della Scelta. Nonostante questo, i sedicenni hanno la possibilità di scegliere liberamente la propria fazione, indipendentemente dal risultato del test ma, una volta fatta la scelta, questa è definitiva. Chi poi viene espulso dalla fazione scelta perché considerato non idoneo, entra a far parte degli Esclusi, una classe di poveri emarginati.
Beatrice Prior è una sedicenne nata e cresciuta in una famiglia di Abneganti, che però ha sempre ammirato gli Intrepidi. Gli Abneganti, spesso definiti dalle altre fazioni i Rigidi, detengono il potere. Il padre di Beatrice, Andrew Prior, fa parte del consiglio della città e collabora con Marcus Eaton, il capo del governo.
Il test attitudinale di Beatrice viene effettuato da una donna di nome Tori, facente parte della fazione degli Intrepidi. L'esito del test di Beatrice è inconcludente: la ragazza risulta essere adatta a più di una fazione. Le rarissime persone che ottengono questo risultato sono chiamate "Divergenti". I Divergenti sono considerati persone poco controllabili, non allineate, e perciò destabilizzanti in questa società rigidamente suddivisa in fazioni per mantenere la pace, pertanto vengono eliminati fisicamente. Tori aiuta Beatrice ad evitare la morte nascondendo il risultato del suo test e le consiglia poi di tenerlo segreto a tutti per sempre, anche ai propri genitori.
Alla Cerimonia della Scelta della fazione, Beatrice sceglie gli Intrepidi, mentre suo fratello Caleb, tra lo stupore di tutti, sceglie gli Eruditi. Da tempo, gli Eruditi sono in conflitto con gli Abneganti perché, in quanto più intelligenti, ritengono di dover essere loro a capo del governo.
Beatrice, dopo aver superato a fatica l'iniziazione degli Intrepidi, assume come nuovo nome Tris e inizia l'addestramento. I nuovi membri di questa fazione devono infatti superare due moduli di addestramento, uno fisico e uno mentale, in base ai quali avranno un punteggio. Alla fine di ogni modulo, gli ultimi in classifica, secondo una nuova regola, diventeranno Esclusi.
Tris incontra molte difficoltà durante l'addestramento fisico e si ritrova sempre tra gli ultimi classificati; per di più Eric, un capo fazione degli Intrepidi, sembra avercela particolarmente con lei. All'ultimo momento, però, vince brillantemente un'esercitazione militare tipo ruba-bandiera che le consente di risalire la classifica quel tanto che basta per non diventare un’Esclusa. Nel frattempo, nasce una forte attrazione tra lei e Quattro, il suo istruttore.
Durante l'addestramento mentale, in cui gli iniziati devono superare le loro paure in una realtà virtuale creata da alcuni computer, Tris si rivela di gran lunga superiore a tutti. Quattro capisce dunque che Tris è una Divergente (poiché essi sono gli unici ad avere l'abilità di capire che ciò che vivono nelle simulazioni non è reale), ma, invece di denunciarla alle autorità, la aiuta a mascherare la propria natura e le insegna ad agire come farebbe una vera Intrepida. Mentre si avvicina l'esame finale, Quattro le rivela anche il suo vero nome: egli è Tobias Eaton, figlio di Marcus. A seguito di ciò, i due giovani iniziano una relazione amorosa. Verrà poi rivelato in seguito che anche Quattro, pur non essendo un divergente, persegue per diventarlo.
Subito dopo il test finale, che Tris passa diventando un'Intrepida a tutti gli effetti, Quattro la mette in guardia e le dice che da tempo esiste un legame di interdipendenza tra gli Intrepidi e gli Eruditi. Il capo degli Eruditi, Jeanine Matthews, costringe tutti gli Intrepidi a farsi iniettare un dispositivo di localizzazione che, in realtà, si rivelerà essere un trasmettitore cognitivo in forma iniettabile. Tris scopre ben presto che tutti gli Intrepidi, a causa dell'iniezione, sono divenuti degli automi obbedienti, mantenuti privi di volontà propria, progettati per uccidere tutti gli Abneganti e quindi far prendere il comando del governo della città agli Eruditi.
Essendo Tris e Quattro dei Divergenti, su di loro il siero non funziona. Mentre gli Abneganti vengono uccisi, Tris cerca di sventare il piano di Jeanine con l'aiuto di Quattro, di suo fratello Caleb, che nel frattempo ha lasciato gli Eruditi, e dei suoi genitori, i quali sacrificheranno le loro vite per proteggerla, non prima che la madre le abbia rivelato la sua originaria appartenenza alla fazione degli Intrepidi.
Dopo aver scoperto dove si trova la centrale che gli Eruditi usano per controllare le menti degli Intrepidi, Tris vi si introduce, trova Jeanine e la costringe ad annullare il controllo mentale che ha reso gli Intrepidi gli assassini degli Abneganti.
Alla fine Tris, Quattro, Marcus, Caleb e Peter (un iniziato degli Intrepidi, nemesi di Tris che era stata però costretta a risparmiare) scappano su un treno verso una destinazione ignota.

## Produzione
La Summit Entertainment acquisì i diritti della distribuzione statunitense prima che il romanzo uscisse in libreria, insieme ai diritti per il film che verrà tratto dal secondo libro della saga Insurgent.
Le riprese del film terminano nel mese di aprile 2013 e si svolgono interamente a Chicago, dove è ambientata la storia del romanzo.
Durante le riprese pubbliche, per il film fu utilizzato il nome fittizio Catbird, per non far riconoscere il progetto reale.
Il budget del film è stato di 85 milioni di dollari.

### Cast
Per il ruolo di Tobias "Quattro" Eaton sono stati presi in considerazione tanti attori, tra i quali Lucas Till, Jack Reynor, Jeremy Irvine, Alex Pettyfer, Brenton Thwaites, Alexander Ludwig e Luke Bracey. Tra questi, Jeremy Irvine era la prima scelta, ma l'attore rifiutò di partecipare al film dicendo di "non voler essere visto solo come un idolo delle teenager". Il ruolo fu poi dato a Theo James.

## Colonna sonora
La prima edizione della colonna sonora su CD è stata distribuita nel 2014 dalla Interscope Records con tre tracce bonus.
1. Zedd feat. Matthew Koma & Miriam Bryant – Find You – 3:23
2. Ellie Goulding – Beating Heart – 3:32
3. Pia Mia & Chance The Rapper – Fight For You – 4:35
4. Ellie Goulding – Hanging On (I See Monstas Remix) – 4:04
5. Snow Patrol – I Won't Let You Go – 4:07
6. Woodkid – Run Boy Run – 3:32
7. Kendrick Lamar & Tame Impala – Backwards – 3:54
8. M83 – I Need You – 3:01
9. ASAP Rocky feat. Gesaffelstein – In Distress – 3:09
10. Pretty Lights – Lost and Found (Odesza Remix) – 4:36
11. Skrillex feat. Killagraham from Milo & Otis – Stranger – 4:50
12. Big Deal – Dream Machines – 2:59
13. Ellie Goulding – Dead In The Water – 4:44
14. Woodkid – I Love You – 3:49
15. BANKS – Waiting Game – 3:26
16. Ellie Goulding – My Blood – 3:54

Durata totale: 61:35

## Promozione
Il primo teaser trailer viene diffuso online dal sito MTV il 22 agosto 2013, mentre il trailer esteso viene diffuso il 25 agosto durante il pre-show della cerimonia degli MTV Video Music Awards.

## Distribuzione
La pellicola è stata distribuita nelle sale cinematografiche statunitensi a partire dal 21 marzo 2014, mentre in quelle italiane dal 3 aprile dello stesso anno.

## Accoglienza

### Incassi
A fronte di un budget di 85 milioni di dollari, la pellicola ne ha incassati circa 150,9 milioni in Nord America e 137,9 milioni nel resto del mondo, per un totale di 288885818 $.

### Critica
Sull'aggregatore di recensioni Rotten Tomatoes il film ha un indice di gradimento del 41% basato su 236 recensioni, con un voto medio di 5,4 su 10. Su Metacritic ottiene un punteggio di 48 su 100 basato su 38 recensioni.

## Riconoscimenti
- 2014 - Critics' Choice Movie Award
  - Candidatura per la miglior attrice in un film d'azione a Shailene Woodley
- 2015 - VES Award
  - Candidatura per i miglior effetti visivi di supporto in un film
- 2014 - Teen Choice Award
  - Miglior film d'azione
  - Miglior attore d'azione a Theo James
  - Miglior attrice d'azione a Shailene Woodley
  - Miglior attore emergente a Ansel Elgort
  - Candidatura per il miglior attore emergente a Theo James
  - Candidatura per il miglior cattivo a Kate Winslet
- 2015 - People's Choice Award
  - Miglior duetto a Shailene Woodley e Theo James
  - Film d'azione preferito dal pubblico

## Sequel
Il 20 marzo 2015 è uscito The Divergent Series: Insurgent, film tratto da Insurgent, secondo romanzo della trilogia di Veronica Roth. Il cast del film già presente nel primo capitolo è stato riconfermato, con l'aggiunta di nuovi attori: Naomi Watts interpreta Evelyn, Rosa Salazar ha il ruolo di Lynn, Suki Waterhouse quello di Marlene, Keiynan Lonsale è Uriah, Emjay Anthony interpreta Hector, fratello minore di Lynn, mentre il ruolo di Johanna Reyes, capofazione dei Pacifici, è ricoperto da Octavia Spencer e quello di Jack Kang, capofazione dei Candidi, da Daniel Dae Kim. Il personaggio di Edward, che in Divergent è interpretato da Ben Lamb, in Insurgent e Allegiant viene interpretato da Jonny Weston. Edward è nato Erudito, ma si è trasferito negli Intrepidi. È l'iniziato intrepido più forte, ma diventa senza fazione dopo che Peter lo pugnala agli occhi.